# Frazé
Frazé is een gemeente in het Franse departement Eure-et-Loir (regio Centre-Val de Loire) en telt 519 inwoners (2008). De plaats maakt deel uit van het arrondissement Nogent-le-Rotrou.

## Geografie
De oppervlakte van Frazé bedraagt 27,2 km², de bevolkingsdichtheid is 19,0 inwoners per km².
De onderstaande kaart toont de ligging van Frazé met de belangrijkste infrastructuur en aangrenzende gemeenten.

## Demografie
Onderstaande figuur toont het verloop van het inwonertal (bron: INSEE-tellingen).